# Słobodka (rejon charowski)
Słobodka (ros. Слободка) – wieś w Rosji, w rejonie charowskim obwodu wołogodzkiego. W 2021 r. była niezamieszkana.